# بات فرينش
بات فرينش (بالإنجليزية: Pat French) هو لاعب كرة قاعدة أمريكي، ولد في 1893 في دوفر في الولايات المتحدة، وتوفي في 13 يوليو 1969 في باث في الولايات المتحدة.

## وصلات خارجية
- بات فرينش على موقعبيزبول رفرنس.كوم (الدوري الرئيسي) (الإنجليزية)
- بات فرينش على موقعبيزبول رفرنس.كوم (الدوري الثانوي) (الإنجليزية)